# بوثويل دي أريثا
بلدية بوثويل دي أريثا (بالإسبانية: Pozuel de Ariza) هي بلدية تقع في مقاطعة سرقسطة التابعة لمنطقة أراغون شمال شرق إسبانيا.

## الديموغرافيا
بلغ عدد سكان بلدية بوثويل دي أريثا 21 نسمة عام 2011 (وفقاً للمعهد الوطني الإسباني للإحصاء).
| 29 | 22 | 23 | 27 | 24 | 22 | 21 |